# Granite Belt

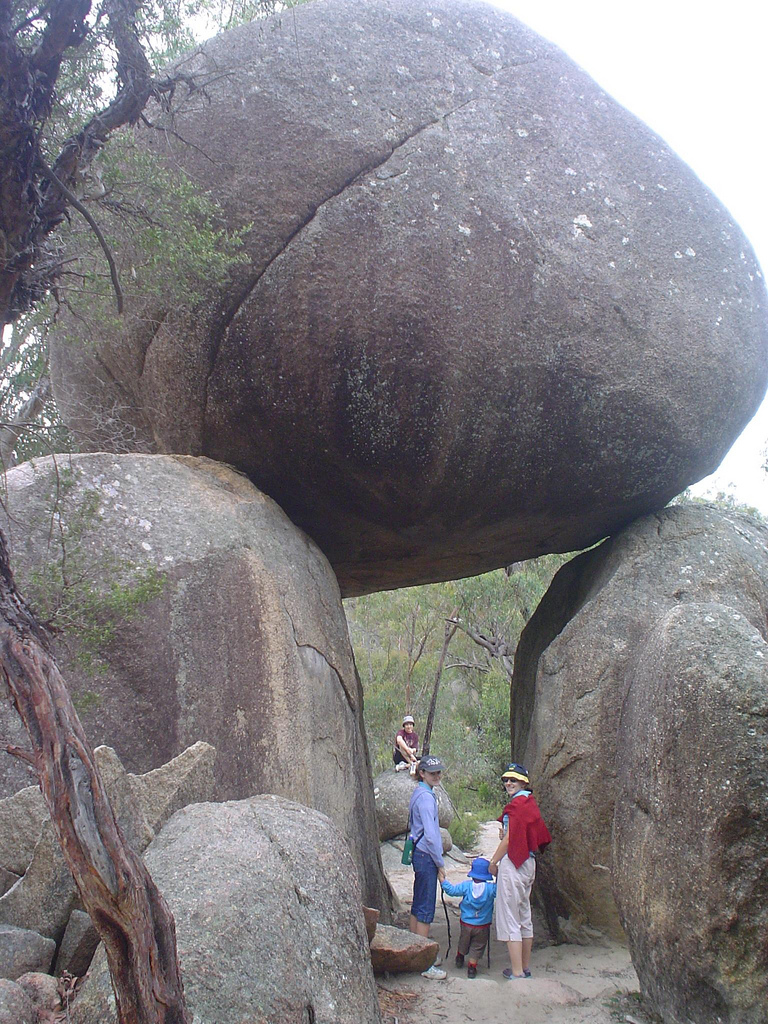
Granitfelsen im Girraween-Nationalpark

Granite Belt (dtsch.: Granitgürtel) bezeichnet ein Hochland und eine Region in der australischen Great Dividing Range. Der Granitgürtel liegt sowohl in Queensland als auch zu einem kleinen Teil in New South Wales. Der Granite Belt ist auch Teil einer größeren Region, die in Australien als New England bezeichnet wird.

## Lage
Der Granite Belt hat als Region keine festdefinierten Grenzen. Der größte Flächenanteil liegt in Queensland im Gebiet der Darling Downs. Die nördliche Grenze bildet der Ort Dalveen und die südliche die Dörfer Applethorpe, Amiens, Ballandean, Glen Aplin, Passchendaele, Thulimbah, Pozieres und Wallangarra. In New South Wales ist das kleine Dorf Liston ein Bestandteil des Granite Belt.
Im Zentrum des Granite Belt liegt die Stadt Stanthorpe. Der Granite Belt erstreckt sich auch bis in die Southern Downs, einer weiteren Region, in der die Stadt Warwick liegt.
Durch das Gebiet führt der New England Highway.
Der Granite Belt liegt etwa 210 Kilometer südwestlich von Brisbane entfernt. Der größte Fluss der Region ist der Condamine River, ein Nebenfluss des Murray River.

## Name

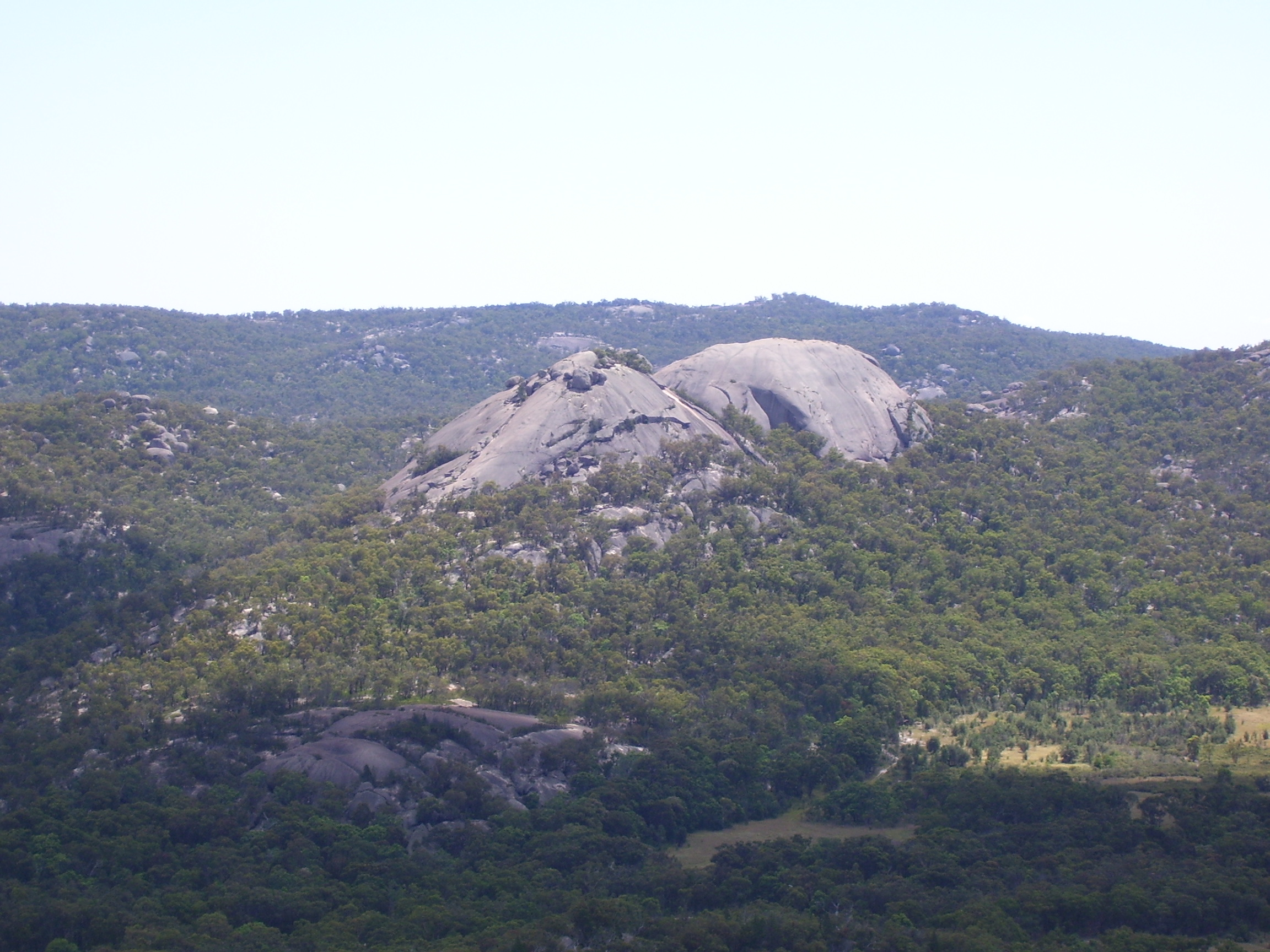
The Pyramids aus Granit mit 1112 Meter Höhe im Girraween-Nationalpark

Für das Hochland namensprägend sind die durch Verwitterung entstandenen, verrundeten Granitfelsen und -berge, die sich rund um Stanthorpe aus der Landschaft erheben. Neben dem Granitvorkommen gibt es darüber hinaus weitere Gesteinsarten, darunter Monzonit, Vulkanite und Sedimentite.

## Klima
Auf dem Gebiet des Granite Belt herrscht ein subtropisches Hochlandklima. In diesem Gebiet, das sich auf Höhen zwischen 600 und 1200 Meter über den Meeresspiegel erhebt, kann es im Winter Frost geben und kann Schnee fallen.

## Besiedlungsgeschichte

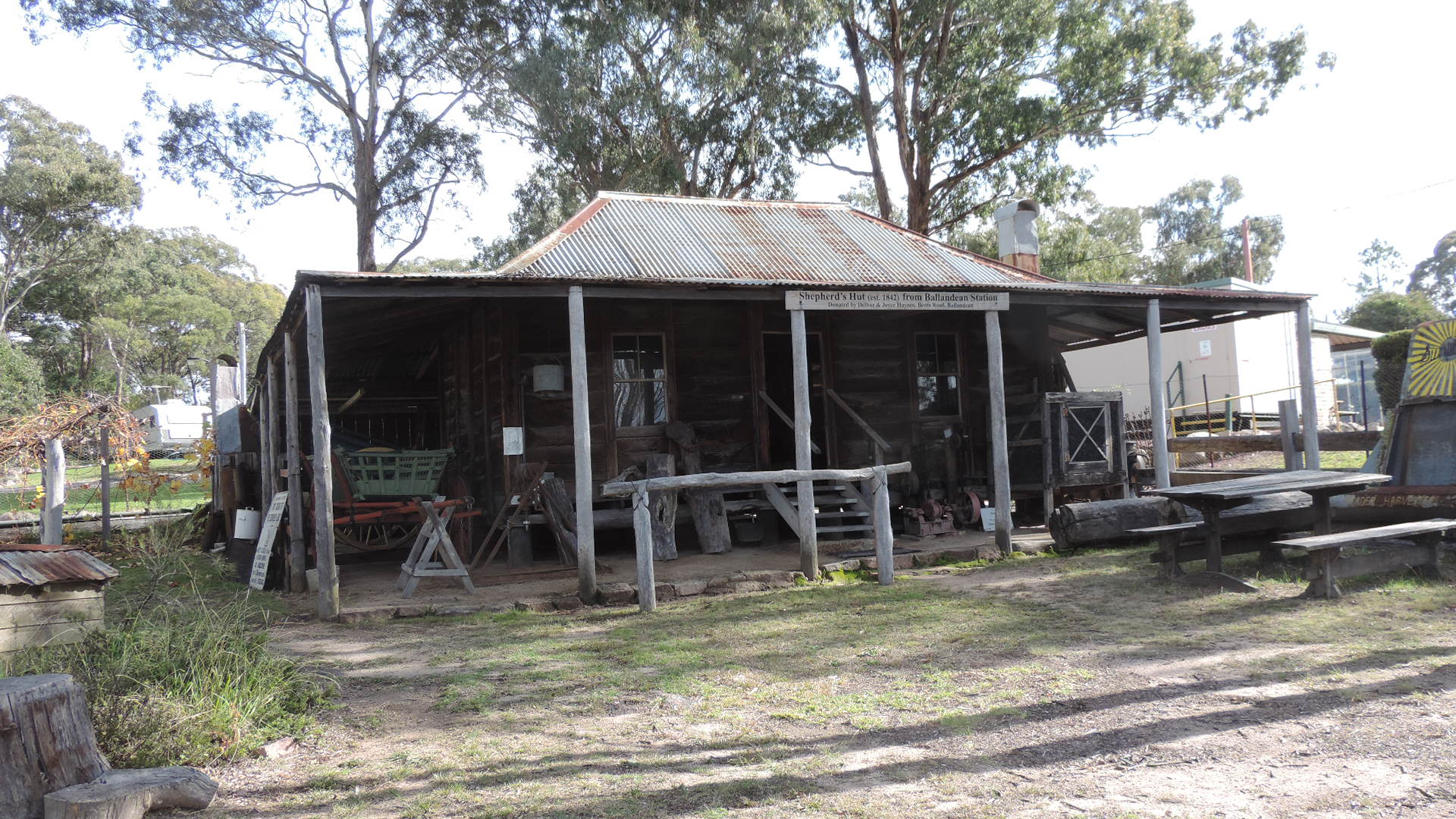
Ein denkmalgeschütztes Haus von Milchbauern aus der Pionierzeit Australien, die Ballandean Homestead (2015)

Vor der europäischen Kolonisierung lebten auf dem Gebiet des Granite Belt der Aboriginesstamm der Kambuwal.
Der erste Europäer, der im Jahr 1827 in das Gebiet kam, war der Botaniker Allan Cunningham. Aufgrund seiner Berichte über das Land und die Fruchtbarkeit der Böden kamen zahlreiche Siedler in das Gebiet und bauten die ersten landwirtschaftliche Betriebe auf. Als 1872 Gold, Kupfer, Zinn und Blei entdeckt wurden, drangen weitere Europäer in das Gebiet ein. 1864 wurden erste deutschsprachige Siedler in der Siedlung Allora gezählt.
Nach dem Ende des Ersten Weltkriegs wurde Land an ehemalige Soldaten verteilt oder verkauft. Daher kommen auch zahlreiche Ortsnamen auf dem Gebiet des Granite Belt vor, die an Schlachten dieses Kriegs in Frankreich und Belgien erinnern, an denen die Australian Imperial Force beteiligt war. Dies sind beispielsweise der Ort Pozières in Frankreich, der der Schauplatz des ersten Großeinsatzes der australischen Truppen im Jahr 1916 in der Schlacht an der Somme in Frankreich bildete. Innerhalb von sieben Wochen verloren 28.000 australische Soldaten in dieser Schlacht ihr Leben. Der Schock war in Australien derart groß, dass die allgemeine Wehrpflicht in Australien mit Verpflichtung zum Dienst in Übersee nach Protesten und einer Volksabstimmung aufgehoben wurde. Paschendaele erinnert an die Dritte Flandernschlacht von 1917 in Belgien und Amiens an die Schlacht bei Amiens von 1918 in Frankreich.
Nach dem Zweiten Weltkrieg siedelten Italiener und brachten den Obst- und Gemüseanbau in die Region.

## Wirtschaft und Tourismus
Im Granite Belt wird Viehwirtschaft, Obst- und Gemüseanbau betrieben. Der Weinbau spielt eine große Rolle. Neuerdings wird auch versucht erneut Silber, Kupfer, Zink und Blei abzubauen.
Der Tourismus stellt für die Region durch die einzigartige Landschaft, das Klima und das Weinangebot eine bedeutende Einkommensquelle dar.
Auf den Böden im Granite Belt werden erfolgreich Äpfel, Steinfrüchte, Erdbeeren, Oliven und weitere Obstsorten sowie Gemüse angebaut. Im Granite Belt gibt es kleine Bierbrauereien und Obstmostereien sowie Schokoladenhersteller.
Bedeutsam für den Tourismus sind die großen Anbauflächen mit Weinreben mit mehr als 50 Weinkellereien.
Mehrere Nationalparks wie der Sundown-Nationalpark, Bald-Rock-Nationalpark, Boonoo-Boonoo-Nationalpark und Girraween-Nationalpark (in der Sprache der Aborigines „place of flowers“ („Ort der Blumen“) genannt) suchen Touristen auf. In allen Nationalparks gibt es eine artenreiche Wildblumenvielfalt, die im Frühjahr blüht.